# Legio II Sabina
La legio II Sabina era un'unità militare romana di epoca tardo repubblicana, che potrebbe essere stata formata da Gaio Giulio Cesare nell'anno di consolato del 48 a.C. e coincidere, in questo caso, con la legio II. Arruolata per combattere contro Gneo Pompeo Magno, prese parte alla successiva battaglia di Munda del 45 a.C.
In alternativa potrebbe trattarsi della legio II, formata dal console, Gaio Vibio Pansa, nel 43 a.C. e reclutata in Sabina, da cui il suo soprannome. Potrebbe aver partecipato alla successiva battaglia di Filippi del 42 a.C. dalla parte dei triumviri, Ottaviano e Marco Antonio.
Dopo la disfatta dei repubblicani, giurò fedeltà ad Ottaviano e con lo stesso rimase fino alla battaglia di Azio del 31 a.C., in seguito alla quale sembra sia stata sciolta negli anni compresi tra il 30 ed il 14 a.C. (quando furono mandati in congedo tra i 105.000 ed i 120.000 veterani) e parte dei suoi soldati potrebbero essere stati integrati nella nuova legione, II Augusta.